# Cecidotrioza sozanica
Cecidotrioza sozanica är en insektsart som beskrevs av Boselli 1930. Cecidotrioza sozanica ingår i släktet Cecidotrioza och familjen spetsbladloppor. Inga underarter finns listade i Catalogue of Life.